# Chauve-souris (héraldique)

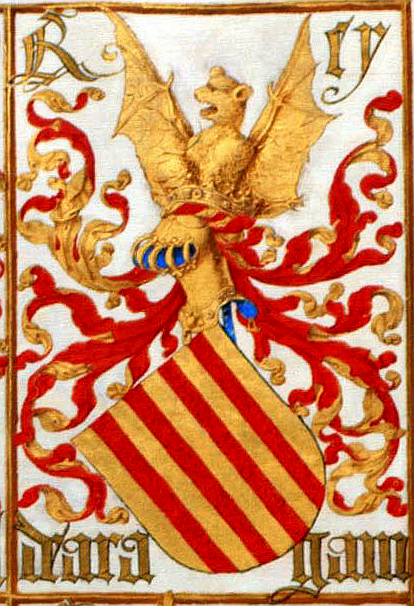
Ancienne représentation de la chauve-souris d'Aragon.

La chauve-souris est un meuble héraldique très rare. Elle est posée de front, les ailes étendues. Elle peut être placée également en cimier comme dans les armes des comtes de Merode-Westerloo et de la ville de Valence.

## Sur le drapeau de Valence

Blason de Pierre IV d'Aragon « le Cérémonieux », traditionnellement rattaché à l'ancien royaume de Valence, où l'on voit le cimier au dragon ailé, qui évoluera en chauve-souris sur le drapeau de la ville de Valence au début du XVIe siècle.

Dans le cas de la ville de Valence, la chauve-souris apparaît en 1503 comme résultat de l'évolution du cimier au dragon ailé (es) du monarque d'Aragon, dont l'ajout est documenté en 1459.  Cet élément physique extérieur au drapeau permettait de différencier le drapeau de la ville de celui du roi, qui était toujours terminé en pointe de lance. Rapidement, cet élément est considéré comme son trait distinctif le plus important, et le drapeau de la ville devient connu sous le nom de Senyera del Rat Penat (« Drapeau à la chauve-souris ») ». L'organisation Lo Rat Penat, fondée en 1878, en tire son nom.

## Blasons comprenant ce meuble

### Pays-Bas méridionaux
Dans les Pays-Bas méridionaux, on retrouve la chauve-souris dans les armes de la famille lignagère louvaniste : 
- VAN BATZON : "D'or à la chauve-souris éployée de sable, au chef d'azur chargé d'un soleil figuré d'argent". (Petrus Divaeus, Opera Varia, Louvain, Imprimerie Henricus Vander Haert, 1757).

## Galerie

La chauve-souris, ancien symbole de la Couronne d'Aragon.

Armes de Valence
Armes de Palma
Armes de Fraga

Blason de la commune française d'Ourdis-Cotdoussan
Blason de la ville de Massac